# Branka Musulin
Branka Musulin (Zagreb, 6. kolovoza 1917. – Schmallenberg, 1. siječnja 1975.) bila je hrvatska pijanistica međunarodnog ugleda, koji je stekla koncertiranjem u gotovo svim europskim zemljama i klavirska sveučilišna profesorica.

## Životopis
Branka Musulin diplomirala je 1936. na Muzičkoj akademiji kod professora Svetislava Stančića u Zagrebu
Usavršavala se na École Normale de Musiqu u Parizu i u Njemačkoj.
Nakon odlaska iz Zagreba, djelovala je u Dresdenu i Stuttgartu. Od 1958. bila je profesorica glasovira na Visokoj glazbenoj školi u Frankfurtu.
Bila je snažna glazbena individualnost, pijanistica tehničke perfekcije i odnjegovane muzikalnosti. Istaknula se interpretacijama djela J. S. Bacha, F. Chopina i W. A. Mozarta.

## Vanjske poveznice
- Branka Musulin - Životopis
- Branka Musuli: Ludwig van Beethoven - Piano Concerto No. 4,  in G Major, Op. 58: III. Rondo – Vivace
- Branka Musulin im Stadtwiki Dresden